# Тензор напряжений Максвелла
Тензор напряжений Максвелла (назван в честь Джеймса Клерка Максвелла) представляет собой симметричный тензор второго порядка, используемый в классическом электромагнетизме для представления взаимодействия между электромагнитными силами и механическим импульсом. В простых случаях, таких как точечный заряд, свободно движущийся в однородном магнитном поле, легко рассчитать силы, действующие на заряд, согласно силе Лоренца. В более сложных случаях такая обычная процедура может стать непрактично сложной с уравнениями, охватывающими несколько строк. Поэтому удобно собрать многие из этих членов в тензоре напряжений Максвелла и использовать тензорную арифметику, чтобы найти ответ на поставленную задачу.
В релятивистской формулировке электромагнетизма тензор Максвелла появляется как часть электромагнитного тензора энергии-импульса, который является электромагнитной составляющей полного тензора энергии-импульса. Последний описывает плотность и поток энергии и импульса в пространстве-времени.

## Обоснование
Ниже показано, что электромагнитная сила записывается параметрами E и B. Используя векторное исчисление и уравнения Максвелла, ищется симметрия в выражениях, содержащих E и B, а введение тензора напряжений Максвелла упрощает результат.
| Имя                                                       | Дифференциальная форма |
| --------------------------------------------------------- | --- |
| Закон Гаусса (в вакууме)                                  | {\displaystyle \nabla \cdot \mathbf {E} ={\frac {\rho }{\varepsilon _{0}}}}                                                           |
| Закон Гаусса для магнетизма                               | {\displaystyle \nabla \cdot \mathbf {B} =0}                                                                                           |
| Уравнение Максвелла – Фарадея (закон индукции Фарадея)    | {\displaystyle \nabla \times \mathbf {E} =-{\frac {\partial \mathbf {B} }{\partial t}}}                                               |
| Круговой закон Ампера (в вакууме) (с поправкой Максвелла) | {\displaystyle \nabla \times \mathbf {B} =\mu _{0}\mathbf {J} +\mu _{0}\varepsilon _{0}{\frac {\partial \mathbf {E} }{\partial t}}\ } |

1. Согласно силе Лоренца
{\displaystyle \mathbf {F} =q(\mathbf {E} +\mathbf {v} \times \mathbf {B} )}
{\displaystyle \mathbf {F} =\int (\mathbf {E} +\mathbf {v} \times \mathbf {B} )\rho \mathrm {d} \tau }
сила на единицу объема равна
{\displaystyle \mathbf {f} =\rho \mathbf {E} +\mathbf {J} \times \mathbf {B} \,.}
2. Далее, ρ and J могут быть заменены на электрическое и магнитное поля E and B, согласно закону Гаусса и теореме Ампера о циркуляции магнитного поля:
{\displaystyle \mathbf {f} =\varepsilon _{0}\left({\boldsymbol {\nabla }}\cdot \mathbf {E} \right)\mathbf {E} +{\frac {1}{\mu _{0}}}\left({\boldsymbol {\nabla }}\times \mathbf {B} \right)\times \mathbf {B} -\varepsilon _{0}{\frac {\partial }{\partial t}}\mathbf {E} \times \mathbf {B} .}
3. Производная по времени может быть переписана во что-то, что можно интерпретировать физически, а именно в вектор Пойнтинга. Использоваение правила произведения и закона электромагнитной индукции Фарадея дают:
{\displaystyle {\frac {\partial }{\partial t}}(\mathbf {E} \times \mathbf {B} )={\frac {\partial }{\partial t}}\mathbf {E} \times \mathbf {B} +\mathbf {E} \times {\frac {\partial }{\partial t}}\mathbf {B} ={\frac {\partial }{\partial t}}\mathbf {E} \times \mathbf {B} -\mathbf {E} \times ({\boldsymbol {\nabla }}\times \mathbf {E} ),}
и теперь мы можем перезаписать параметр f как
{\displaystyle \mathbf {f} =\varepsilon _{0}\left({\boldsymbol {\nabla }}\cdot \mathbf {E} \right)\mathbf {E} +{\frac {1}{\mu _{0}}}\left({\boldsymbol {\nabla }}\times \mathbf {B} \right)\times \mathbf {B} -\varepsilon _{0}{\frac {\partial }{\partial t}}\left(\mathbf {E} \times \mathbf {B} \right)-\varepsilon _{0}\mathbf {E} \times ({\boldsymbol {\nabla }}\times \mathbf {E} ).}
Затем, объединение с E и B даёт
{\displaystyle \mathbf {f} =\varepsilon _{0}\left[({\boldsymbol {\nabla }}\cdot \mathbf {E} )\mathbf {E} -\mathbf {E} \times ({\boldsymbol {\nabla }}\times \mathbf {E} )\right]+{\frac {1}{\mu _{0}}}\left[-\mathbf {B} \times \left({\boldsymbol {\nabla }}\times \mathbf {B} \right)\right]-\varepsilon _{0}{\frac {\partial }{\partial t}}\left(\mathbf {E} \times \mathbf {B} \right).}
4. Выражение, по-видимому, «отсутствует» в симметрии в E and B, что может быть достигнуто путём вставки (∇ ⋅ B)B, ввиду закона Гаусса для электромагнетизма:
{\displaystyle \mathbf {f} =\varepsilon _{0}\left[({\boldsymbol {\nabla }}\cdot \mathbf {E} )\mathbf {E} -\mathbf {E} \times ({\boldsymbol {\nabla }}\times \mathbf {E} )\right]+{\frac {1}{\mu _{0}}}\left[({\boldsymbol {\nabla }}\cdot \mathbf {B} )\mathbf {B} -\mathbf {B} \times \left({\boldsymbol {\nabla }}\times \mathbf {B} \right)\right]-\varepsilon _{0}{\frac {\partial }{\partial t}}\left(\mathbf {E} \times \mathbf {B} \right).}

Устранение вихрей (которые довольно сложно вычислить), используя тождество векторного исчисления
{\displaystyle {\frac {1}{2}}{\boldsymbol {\nabla }}(\mathbf {A} \cdot \mathbf {A} )=\mathbf {A} \times ({\boldsymbol {\nabla }}\times \mathbf {A} )+(\mathbf {A} \cdot {\boldsymbol {\nabla }})\mathbf {A} ,}
приводит к:
{\displaystyle \mathbf {f} =\varepsilon _{0}\left[({\boldsymbol {\nabla }}\cdot \mathbf {E} )\mathbf {E} +(\mathbf {E} \cdot {\boldsymbol {\nabla }})\mathbf {E} \right]+{\frac {1}{\mu _{0}}}\left[({\boldsymbol {\nabla }}\cdot \mathbf {B} )\mathbf {B} +(\mathbf {B} \cdot {\boldsymbol {\nabla }})\mathbf {B} \right]-{\frac {1}{2}}{\boldsymbol {\nabla }}\left(\varepsilon _{0}E^{2}+{\frac {1}{\mu _{0}}}B^{2}\right)-\varepsilon _{0}{\frac {\partial }{\partial t}}\left(\mathbf {E} \times \mathbf {B} \right).}
5. Это выражение содержит каждый аспект электромагнетизма и импульса и относительно легко вычисляется. Его можно записать более компактно, введя тензор напряжений Максвелла,
{\displaystyle \sigma _{ij}\equiv \varepsilon _{0}\left(E_{i}E_{j}-{\frac {1}{2}}\delta _{ij}E^{2}\right)+{\frac {1}{\mu _{0}}}\left(B_{i}B_{j}-{\frac {1}{2}}\delta _{ij}B^{2}\right).}

Всё, кроме последнего члена f, можно записать как тензорную дивергенцию тензора напряжений Максвелла, получая:
{\displaystyle \nabla \cdot {\boldsymbol {\sigma }}=\mathbf {f} +\varepsilon _{0}\mu _{0}{\frac {\partial }{\partial t}}\mathbf {S} \,.}

Как и в теореме Пойнтинга, второй член в правой части приведенного уравнения может быть интерпретирован как производная по времени от плотности импульса электромагнитного поля, в то время как первый член является производной по времени от плотности импульса для массивных частиц. Таким образом, приведённое выше уравнение будет законом сохранения импульса в классической электродинамике, где введён вектор Пойнтинга
{\displaystyle \mathbf {S} ={\frac {1}{\mu _{0}}}\mathbf {E} \times \mathbf {B} .}

В приведённом выше соотношении сохранения импульса, {\displaystyle \nabla \cdot {\boldsymbol {\sigma }}} является плотностью потока импульса и играет роль, аналогичную {\displaystyle \mathbf {S} } в теореме Пойнтинга.
Приведённый выше вывод предполагает полное знание параметров ρ и J (как свободных, так и ограниченных зарядов и токов). В случае нелинейных материалов (таких как магнитное железо с BH-кривой (кривой плотности магнитного потока)) необходимо использовать нелинейный тензор напряжений Максвелла.

## Уравнение
В физике тензор напряжений Максвелла является тензором напряжений электромагнитного поля. Как указано выше в единицах СИ, это определяется как:
{\displaystyle \sigma _{ij}=\varepsilon _{0}E_{i}E_{j}+{\frac {1}{\mu _{0}}}B_{i}B_{j}-{\frac {1}{2}}\left(\varepsilon _{0}E^{2}+{\frac {1}{\mu _{0}}}B^{2}\right)\delta _{ij},}
где ε0 — электрическая постоянная, μ0 — магнитная постоянная, E — электрическое поле, B — магнитное поле, а δij — дельта Кронекера . В гауссовых единицах СГС это определяется как:
{\displaystyle \sigma _{ij}={\frac {1}{4\pi }}\left(E_{i}E_{j}+H_{i}H_{j}-{\frac {1}{2}}\left(E^{2}+H^{2}\right)\delta _{ij}\right),}
где H — намагничивающее поле.
Альтернативный способ выражения этого тензора:
{\displaystyle {\overset {\leftrightarrow }{\boldsymbol {\sigma }}}={\frac {1}{4\pi }}\left[\mathbf {E} \otimes \mathbf {E} +\mathbf {H} \otimes \mathbf {H} -{\frac {E^{2}+H^{2}}{2}}\mathbb {I} \right],}
где ⊗ — диадическое произведение, а последний тензор {\displaystyle \mathbb {I} } — единичная диада:
{\displaystyle \mathbb {I} \equiv {\begin{pmatrix}1&0&0\\0&1&0\\0&0&1\end{pmatrix}}=\left(\mathbf {\hat {x}} \otimes \mathbf {\hat {x}} +\mathbf {\hat {y}} \otimes \mathbf {\hat {y}} +\mathbf {\hat {z}} \otimes \mathbf {\hat {z}} \right)}
Элемент ij тензора напряжений Максвелла имеет единицы импульса на единицу площади в единицу времени и даёт поток импульса, параллельный i-й оси, пересекающий поверхность, перпендикулярную j-й оси (в отрицательном направлении) в единицу времени.
Эти единицы также можно рассматривать как единицы силы на единицу площади (отрицательное давление), а элемент ij тензора также можно интерпретировать как силу, параллельную оси i, действующую на поверхность, перпендикулярную оси j, на единицу. площади. Действительно, диагональные элементы задают натяжение (напряжение, вытягивание), действующее на дифференциальный элемент площади по нормали к соответствующей оси. В отличие от сил, вызванных давлением идеального газа, элемент площади в электромагнитном поле также испытывает силу, направленную не по нормали к элементу. Этот сдвиг задается недиагональными элементами тензора напряжений.

## Только магнетизм
Если поле является только магнитным (что в значительной степени верно, например, для двигателей), некоторые члены выпадают, и уравнение в единицах СИ принимает вид:
{\displaystyle \sigma _{ij}={\frac {1}{\mu _{0}}}B_{i}B_{j}-{\frac {1}{2\mu _{0}}}B^{2}\delta _{ij}\,.}
Для цилиндрических объектов, таких как ротор двигателя, это выражение упрощается до:
{\displaystyle \sigma _{rt}={\frac {1}{\mu _{0}}}B_{r}B_{t}-{\frac {1}{2\mu _{0}}}B^{2}\delta _{rt}\,.}
где r — сдвиг в радиальном (наружу от цилиндра) направлении, t — сдвиг в тангенциальном (вокруг цилиндра) направлении. Это тангенциальная сила, которая вращает двигатель. Br — плотность потока в радиальном направлении, а Bt — плотность потока в тангенциальном направлении.

## В электростатике
В электростатике эффекты магнетизма отсутствуют. В этом случае магнитное поле исчезает, {\displaystyle \mathbf {B} =\mathbf {0} }, и мы получаем тензор электростатических напряжений Максвелла . Он дается в виде компонентов
{\displaystyle \sigma _{ij}=\varepsilon _{0}E_{i}E_{j}-{\frac {1}{2}}\varepsilon _{0}E^{2}\delta _{ij}}
и в символической форме
{\displaystyle {\boldsymbol {\sigma }}=\varepsilon _{0}\mathbf {E} \otimes \mathbf {E} -{\frac {1}{2}}\varepsilon _{0}(\mathbf {E} \cdot \mathbf {E} )\mathbf {I} ,}
где {\displaystyle \mathbf {I} } является подходящим тождественным тензором (обычно {\displaystyle 3\times 3}).

## Собственное значение
Собственные значения тензора напряжений Максвелла определяются выражением:
{\displaystyle \{\lambda \}=\left\{-\left({\frac {\varepsilon _{0}}{2}}E^{2}+{\frac {1}{2\mu _{0}}}B^{2}\right),~\pm {\sqrt {\left({\frac {\varepsilon _{0}}{2}}E^{2}-{\frac {1}{2\mu _{0}}}B^{2}\right)^{2}+{\frac {\varepsilon _{0}}{\mu _{0}}}\left({\boldsymbol {E}}\cdot {\boldsymbol {B}}\right)^{2}}}\right\}.}
Эти собственные значения получаются итеративным применением леммы об определителе матрицы в сочетании с формулой Шермана-Моррисона .
Отмечая, что матрица характеристического уравнения, {\displaystyle {\overleftrightarrow {\boldsymbol {\sigma }}}-\lambda \mathbf {\mathbb {I} } } может записываться как
{\displaystyle {\overleftrightarrow {\boldsymbol {\sigma }}}-\lambda \mathbf {\mathbb {I} } =-\left(\lambda +V\right)\mathbf {\mathbb {I} } +\varepsilon _{0}\mathbf {E} \mathbf {E} ^{\textsf {T}}+{\frac {1}{\mu _{0}}}\mathbf {B} \mathbf {B} ^{\textsf {T}},}
где
{\displaystyle V={\frac {1}{2}}\left(\varepsilon _{0}E^{2}+{\frac {1}{\mu _{0}}}B^{2}\right),}
мы устанавливаем
{\displaystyle \mathbf {U} =-\left(\lambda +V\right)\mathbf {\mathbb {I} } +\varepsilon _{0}\mathbf {E} \mathbf {E} ^{\textsf {T}}.}
Применяя лемму об определителе матрицы один раз, мы получаем:
{\displaystyle \det {\left({\overleftrightarrow {\boldsymbol {\sigma }}}-\lambda \mathbf {\mathbb {I} } \right)}=\left(1+{\frac {1}{\mu _{0}}}\mathbf {B} ^{\textsf {T}}\mathbf {U} ^{-1}\mathbf {B} \right)\det {\left(\mathbf {U} \right)}.}
Применение его снова даёт,
{\displaystyle \det {\left({\overleftrightarrow {\boldsymbol {\sigma }}}-\lambda \mathbf {\mathbb {I} } \right)}=\left(1+{\frac {1}{\mu _{0}}}\mathbf {B} ^{\textsf {T}}\mathbf {U} ^{-1}\mathbf {B} \right)\left(1-{\frac {\varepsilon _{0}\mathbf {E} ^{\textsf {T}}\mathbf {E} }{\lambda +V}}\right)\left(-\lambda -V\right)^{3}.}
Из последнего множимого из правой части выражения сразу видно, что {\displaystyle \lambda =-V} является одним из собственных значений.
Чтобы найти обратную {\displaystyle \mathbf {U} }, воспользуемся формулой Шермана-Моррисона:
{\displaystyle \mathbf {U} ^{-1}=-\left(\lambda +V\right)^{-1}-{\frac {\varepsilon _{0}\mathbf {E} \mathbf {E} ^{\textsf {T}}}{\left(\lambda +V\right)^{2}-\left(\lambda +V\right)\varepsilon _{0}\mathbf {E} ^{\textsf {T}}\mathbf {E} }}.}
Факторизовав {\displaystyle \left(-\lambda -V\right)} членом определителя, нам осталось найти нули рациональной функции:
{\displaystyle \left(-\left(\lambda +V\right)-{\frac {\varepsilon _{0}\left(\mathbf {E} \cdot \mathbf {B} \right)^{2}}{\mu _{0}\left(-\left(\lambda +V\right)+\varepsilon _{0}\mathbf {E} ^{\textsf {T}}\mathbf {E} \right)}}\right)\left(-\left(\lambda +V\right)+\varepsilon _{0}\mathbf {E} ^{\textsf {T}}\mathbf {E} \right).}
Таким образом, как только мы решим
{\displaystyle -\left(\lambda +V\right)\left(-\left(\lambda +V\right)+\varepsilon _{0}E^{2}\right)-{\frac {\varepsilon _{0}}{\mu _{0}}}\left(\mathbf {E} \cdot \mathbf {B} \right)^{2}=0,}
мы получаем два других собственных значения.